# Пьерар, Луи
Луи́ Пьера́р (фр. Louis Piérard; 6 февраля 1886, Фрамери — 3 ноября 1951, Париж) — бельгийский поэт, публицист и политический деятель.

## Политика
В 1919 году Пьерар был избран в парламент Бельгии от провинции Эно, представляя Бельгийскую рабочую партию, и затем дважды переизбирался. Он был последователем и ближайшим сподвижником Жюля Дестре и Эмиля Вандервельде. В многочисленных публицистических статьях и законопроектах отстаивал социалистические позиции, подчёркивал самобытность Валлонии и требовал федерализации Бельгии; на Валлонском национальном конгрессе 1945 г. выступал против присоединения Валлонии к Франции. Опубликовал в издательстве Йельского университета книгу «Проблемы Бельгии в послевоенное время» (англ. Belgian Problems since the War; 1929), посвящённую развитию бельгийского рабочего движения и межнациональным отношениям в Бельгии, — предваряя её, Вандервельде писал в предисловии:

Пьерар, как художник и как политик, изучил со всех сторон Бельгию, эту землю экспериментов, — и он также настолько знает другие страны, чтобы понимать, какие из этих экспериментов могут представлять для них подлинный интерес.

## Признание
В 1948 г. Пьерар был избран академиком бельгийской Королевской академии французского языка и литературы.
В 1973 г. бельгийская почта выпустила почтовую марку с изображением Пьерара (недоступная ссылка) (рисунок с бюста работы скульптора Иделя Янкелевича).
В честь Луи Пьерара названы улицы во многих бельгийских городах — в том числе в Брюсселе, в пригороде Монса Ионе, в городке Бунье, бургомистром которого Пьерар был долгие годы.